# F. W. Borchardt

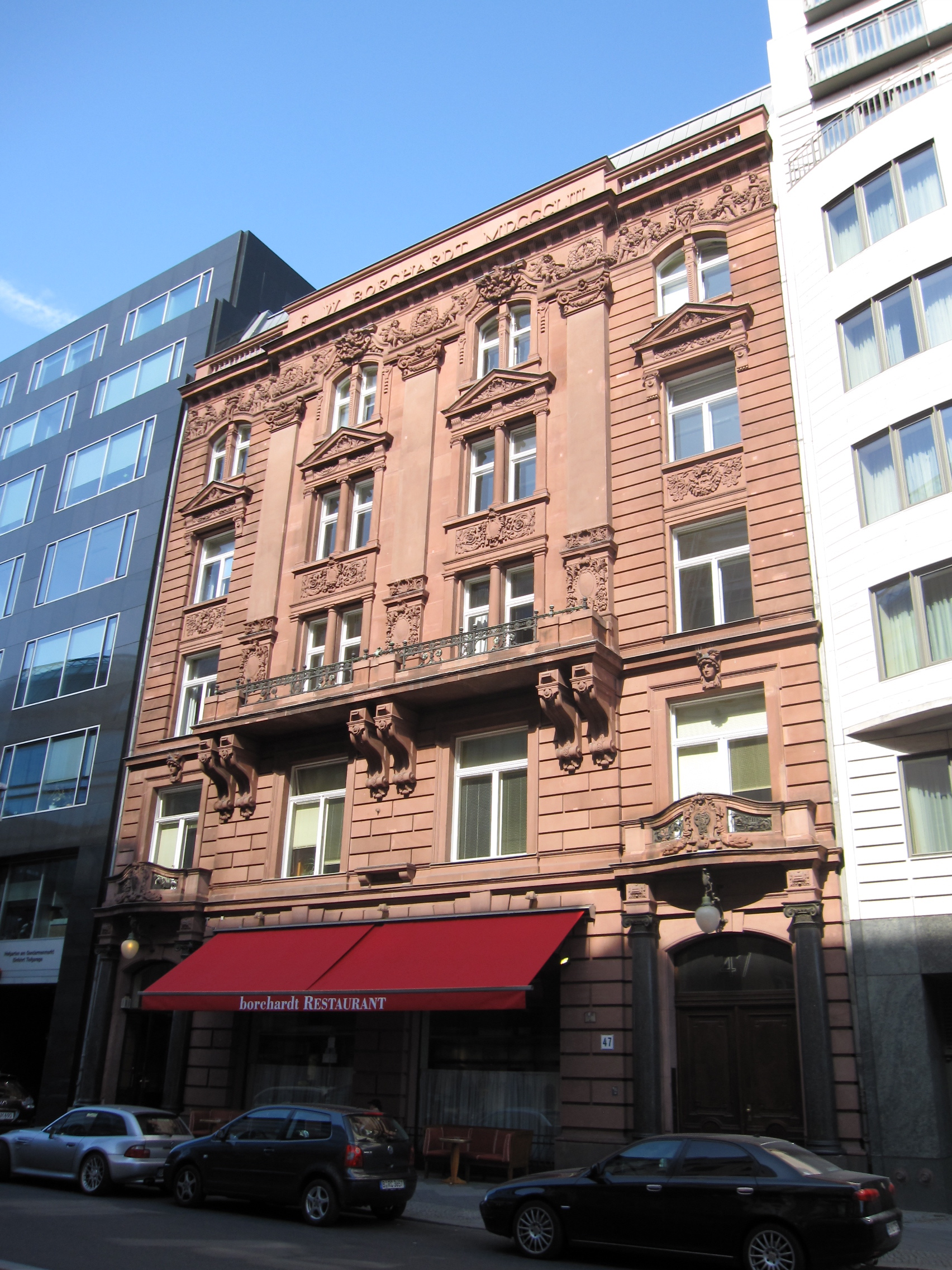
Unternehmenssitz von F. W. Borchardt in Berlin-Mitte

Das Unternehmen F. W. Borchardt ist ein traditionsreicher Gastronomiebetrieb in der Französischen Straße 47 im Berliner Ortsteil Mitte des gleichnamigen Bezirks.

## Geschichte

### 1850–1945

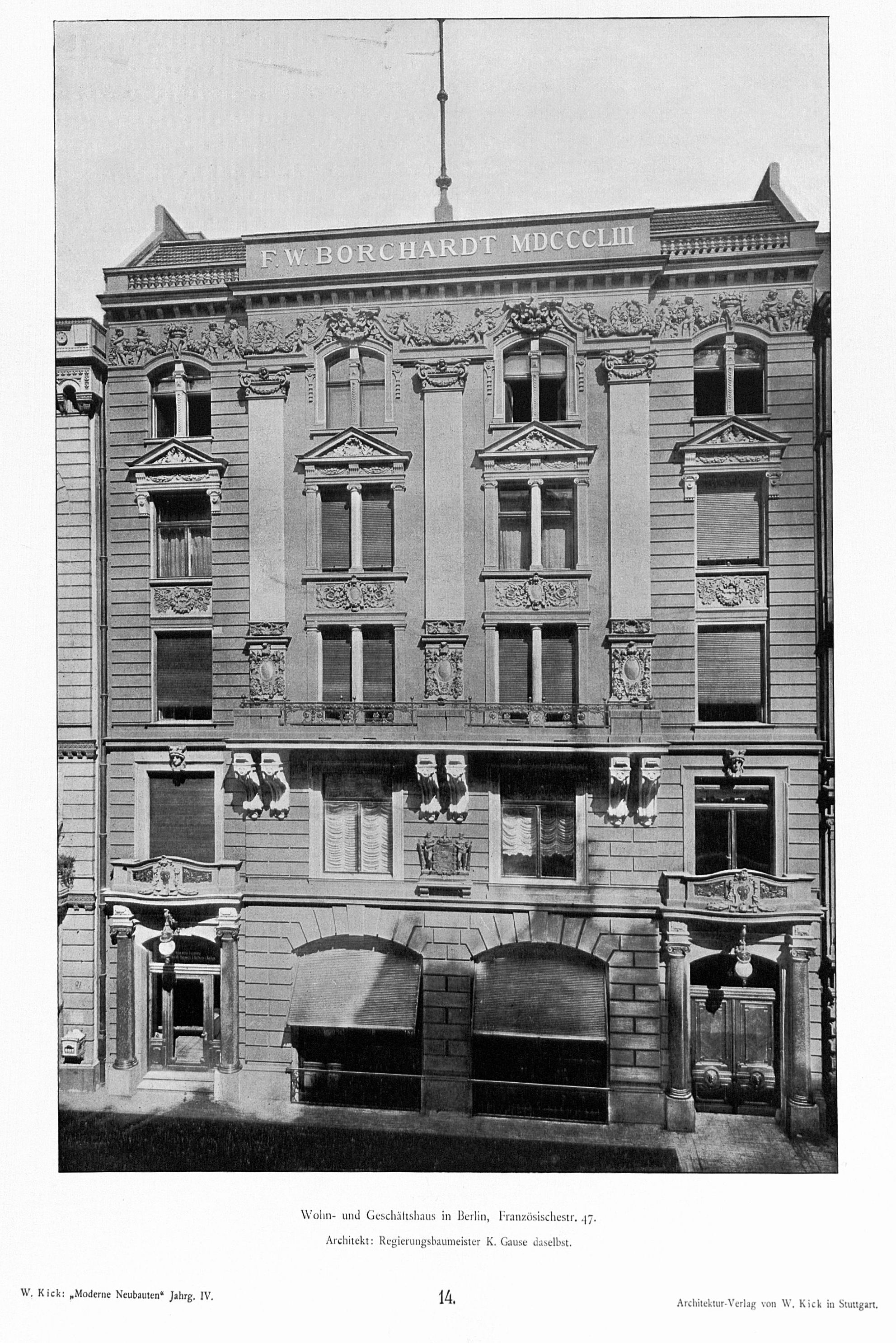
Stammhaus mit der Inschrift F. W. Borchardt MDCCCLIII, 1902

Gegründet wurde das Unternehmen 1853 als Delicatessen- und Wein-Großhandlung von August F. W. Borchardt in der Französischen Straße 47/48. Das heutige Gebäude unter der Hausnummer 47 wurde erst 1895 vom Architekten K. Gause neu errichtet.
Durch seinen Fleiß und Geschäftssinn wurde Borchardt rasch in Berlin und im Deutschen Reich sowie im Ausland erfolgreich. Borchardt betrieb darüber hinaus eine Versandküche, was zu der Zeit etwas Ungewöhnliches war. Zu den Kunden gehörte nicht nur das gehobene Bürgertum, sondern auch der Adel und der preußische Hof.
In der wilhelminischen Ära wurde Borchardt schließlich zum Hoflieferanten ernannt. Nachfolger von August F. W. Borchardt waren Hanns und Fritz Borchardt. Um die Jahrhundertwende wurden sie zu k.u.k. Hoflieferanten ernannt. Nach dem Ausscheiden von Hanns Borchardt wurde Fritz alleiniger Inhaber.
Wegen der „Arisierung“ in der Zeit des Nationalsozialismus kam das Haus Kempinski, das frühere Haus Vaterland am Potsdamer Platz, am 1. Dezember 1941 als Filiale in den Besitz der Familie Borchardt. Es erhielt die Bezeichnung F. W. Borchardt. Alle größeren Gebäude um den Potsdamer Platz fielen den Bomben und Kämpfen am Ende des Zweiten Weltkriegs zum Opfer. Das Haupthaus in der Französischen Straße war aber kaum beschädigt.

### Seit 1945
Das Restaurant war zwischen 1945 und 1948 geschlossen. Am 16. November 1948 eröffneten in Berlin zwei „freie Gaststätten“ (hier konnten die Gäste teilweise ohne Abgabe von Lebensmittelkarten, allerdings zu hohen Preisen, essen), darunter das frühere Borchardt. Als 1949 die HO gebildet wurde, ging das Borchardt in deren Besitz über. Es erhielt den Namen Lukullus und spezialisierte sich schrittweise zum Fischrestaurant. Es diente später zunächst als Jugend-Tanzlokal und in den 1980er Jahren als Gaststätte für Bauarbeiter der mit dem Aufbau der Friedrichstraße beauftragten Firmen. 1990 wurde das Restaurant nach der politischen Wende vorübergehend geschlossen, das Gebäude reprivatisiert, saniert und am 5. März 1992 unter seinem traditionsreichen Namen Borchardt vom bis heute amtierenden Geschäftsführer Roland Mary wiedereröffnet.
Am Standort Französische Straße zählen seit dem Jahr 2000 prominente Persönlichkeiten, Bundesministerien und das Bundespräsidialamt, Botschaften und DAX-Unternehmen zu den Kunden des Borchardt.
Das Restaurant Borchardt ist heute zusätzlich im Catering-Bereich tätig.

## Stammsitz

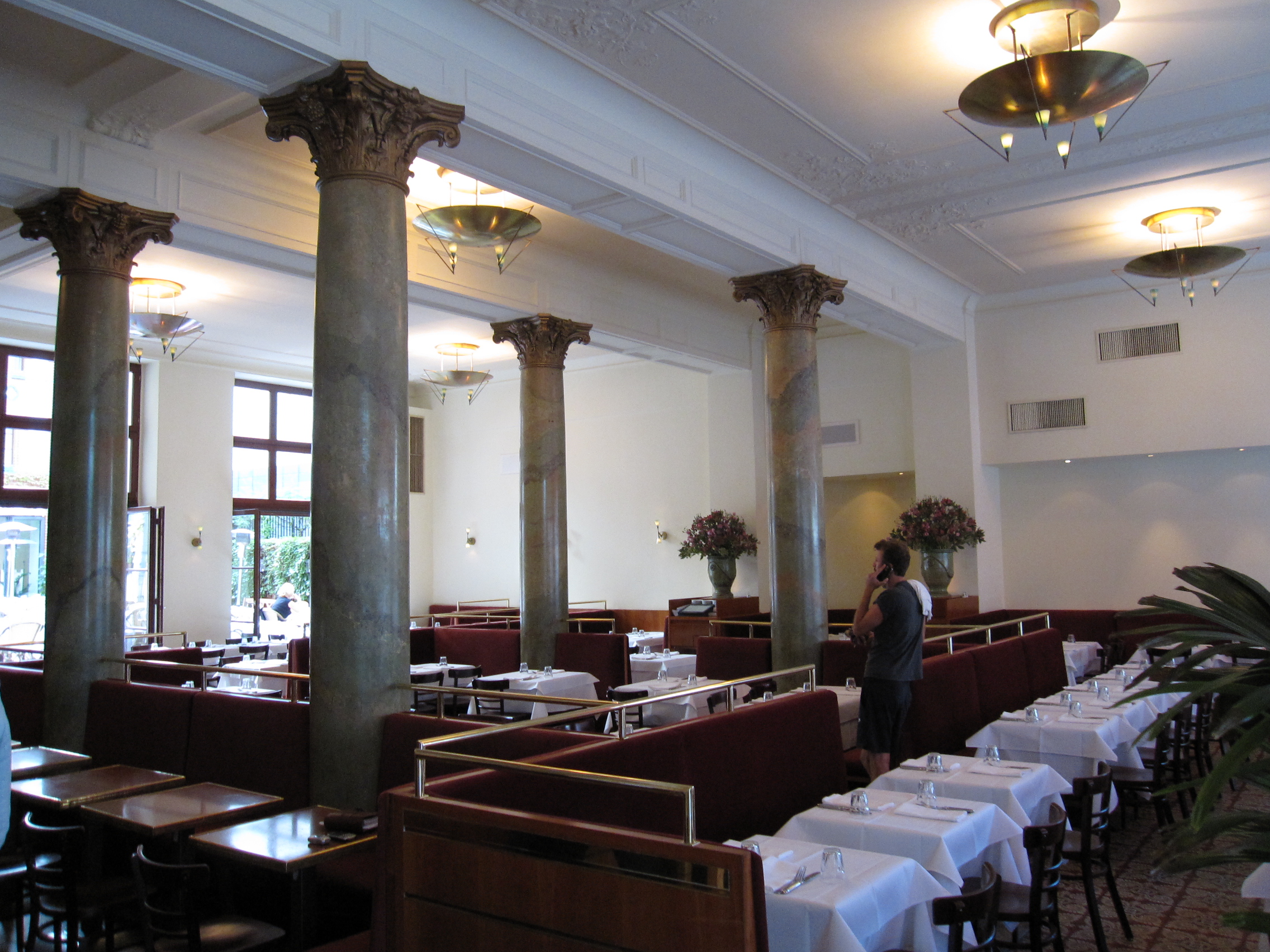
Innenansicht des Restaurants Borchardt

Das Gebäude von F. W. Borchardt an der Französischen Straße 47 wurde 1899–1900 von Carl Gause als Erweiterung eines heute nicht mehr erhaltenen Nachbarhauses erbaut. Das Gebäude erstreckt sich einschließlich Dachgeschoss auf fünf Etagen. Die repräsentative Fassade aus rotem Sandstein weist Neorenaissance- und Neobarock-Einflüsse auf. Zwei Straßeneingänge, vier Fensterreihen und der langgezogene Balkon auf drei kräftigen Doppelkonsolen am zweiten Stockwerk dominieren die Gebäudeansicht.
Über den Eingängen ist das Monogramm des Unternehmens in Gusseisen auf dem Balkon befestigt. Ganz oben sind der Schriftzug F. W. Borchardt und die Jahreszahl der Gründung in römischen Ziffern MDCCCLIII (1853) angebracht. Das Gebäude steht unter Denkmalschutz.

## Besonderheiten
Das Gedicht Silvester bei den Kannibalen von Joachim Ringelnatz nennt als Vergleich die Borchardt-Küche, Berlin.